# Марк Юний Максим
Марк Юний Максим (лат. Marcus Iunius Maximus) — римский политический деятель и сенатор конца III века.

## Биография
Об этом человеке известно очень мало.
До 286 года он был консулом-суффектом. В 286 году Максим был назначен ординарным консулом. Его коллегой стал Веттий Аквилин.
После консульства, в 286—287 годах Максим находился на посту префекта Рима. В Кодексе Феодосия сохранился закон, адресованный Максиму. Возможно, его сыном был городской претор Юний Присциллиан Максим.